# 李谷一
李谷一（1944年12月24日—），原名李滇惠、李穀貽，女，湖南長沙人，中國大陆歌唱藝術家，一級演員，享受國務院特殊津貼。被中國文化部批准為優秀專家。中国共产党党员（1986年入党）、中国民主同盟盟员。
1979年，演唱《鄉戀》引發軒然大波，這首大陸創作者原創的作品在中央電視台播出後，被戴上「低級」、「下流」的帽子，李谷一採用所謂「氣聲唱法」，被指責模仿鄧麗君。《光明日報》等媒體強力批判這首歌曲，李谷一因此蒙受巨大的壓力，「靡靡之音」也從這時起正式戴到了李谷一的頭上。不過隨著改革的進行，中國大陸政治開放的風氣日盛，她後來也被作為流行樂曲傳奇之一。

## 生平

### 花鼓戲演員
李穀一1944年12月24日出生於中國雲南省昆明市惠滇醫院，1961年畢業於湖南藝術學院舞蹈專修科。
1961年至1974年，她逐步成為湖南省花鼓戲劇院的主要演員之一。在十四年裏成功地塑造了二十多個不同時代，不同性格的年輕姑娘形象，其中主演《補鍋》一劇，於1964年和1965年獲湖南省和中南五省戲劇匯演優秀獎，拍成電影，從此知名。她曾受到毛澤東、周恩來等共產黨和國家的領導人的接見。

### 文革
1970年，李谷一因为花鼓戏《补锅》，被造反派一些人批评为“修正主义黑苗子”，随后他们抄了李谷一的家，把李谷一下放到瑶寨，劳动改造。

### 中央樂團演員
1974年至1984年，調入中央樂團擔任獨唱演員。開始時她曾在交響樂《智取威虎山》、鋼琴伴唱《紅燈記》中承擔主要角色。 後來李穀一改學西洋發聲法。1978年受到美國總統卡特的接見。1980年以一首《鄉戀》紅遍大江南北，被公認為中國文革後第一位流行歌手。
文革之後，她參加了《春天》等影片的拍攝工作。此後，進入演唱藝術的新盛時代，先後在國內各省市和國外參加了近兩千場次的演出、參加曆年的重大政治和節日演出活動、參加了中國中央電視臺和許多省市臺的各種電視、廣播節目播出。為一百多部電影、電視片配唱。共計演唱創作歌曲、電影電視歌曲三百餘首。 
經李穀一演唱的四十多首歌曲，在海內外成為知名歌曲，如《邊疆泉水清又純》、《妹妹找哥淚花流》、《潔白羽毛寄深情》、《心中的玫瑰》《知音》、《鄉戀》、《迎賓曲》、《絨花》等等，這些歌曲多次在中國全國性歌曲評比中獲獎，並獲第三界電影“百花獎”特設的“最佳演唱獎”。錄制的個人專輯磁帶十餘版和唱片多張，銷量曾居國內榜首。1981年至1982年，兩次與美國紐約交響樂指揮家戴維.吉爾伯合作，演唱交響樂組曲，其中演唱的中國的《三江組曲》獲文化部二等獎。評論界認為，其演唱風格和技巧，對中國民族聲樂和通俗音樂和發展，有了新的突破，開創了一代歌風。

### 乡恋事件
1980年，李谷一演唱电视艺术片《三峡传说》中由张丕基作曲、马靖华作词的插曲《乡恋》，在中国大陆音乐界招致诸多攻击，中国共青团团中央随后举行“15首歌评选”，王酩写的《小花》和李谷一唱的《乡恋》被当场点名批判，并且说“这是流氓喜欢的歌。”，在中国社会科学院的礼堂里，中共高层指责李谷一是“大陆的邓丽君”，封杀《乡恋》，李谷一决定找邓小平评理，“这首歌到底是不是反动的、黄色的？”但是没有遇到邓小平的机遇，随后，李谷一在南京市和上海市演唱这首歌，引发轰动，1983年在第一届中国中央电视台春节联欢晚会上因大量观众点播而由时任广电部部长吴冷西下令解禁，才得以正名，此歌曲也被评为内地流行歌曲的“开山之作”。

### 中國輕音樂團團長
1982年，李穀一從中央樂團抽調出來，著手創建中國輕音樂團的籌備工作。 
1984年至1985年，李穀一參加了大型音樂舞蹈史詩《中國革命之歌》的演出和同名電影的拍攝，獲表演一等獎。 
1986年中國輕音樂團正式成立，李穀一擔任團長。在中國輕音樂團十多年中，李穀一籌劃演出了幾套輕音樂曲目，為中國音樂園地增添新的品種，並且努力為國家培養了一批優秀的乃至全國著名的歌手和演奏員。同時，帶領全團從北京到全國五十多個省，地區演出千多場，並且參加了許多重大的政治和社會活動。例如，赴雲南老山前線慰問演出，為美國總統裏根訪華演出等。受到文化部和地方政府、部隊的多次表彰。
在此期間，其演唱藝術再創高峰，《難忘今宵》、《故鄉是北京》、《前門情思大碗茶》、《我和我的祖國》、《劉海砍樵》等，在國內外頗具影響，為中國聲樂藝術拓展了新路。1989年獲廣電部中國唱片社頒發的首屆“金唱片獎”，1991年獲文化部“優秀演員獎”、“新曲目優秀獎”。 
曾受到鄧小平等中共和國家領導人的接見和贊揚。 
1993年，文化部、中央電視臺聯合拍攝和播出了藝術專題片《緣分——我說李穀一》，概括了其艱辛探索的藝術生涯。

### 東方歌舞團
1996年，李穀一調入東方歌舞團，擔任黨委書記、第一副團長。除完成繁忙的黨務工作和業務領導工作外，還完成了中央部委組織的“心連心藝術團”、“京九鐵路慰問演出團”、“香港回歸晚會”、“澳門回歸晚會”、“祖國頌”、“七·一晚會”、“南昆鐵路文化列車”以及東方歌舞團演出任務共計二百多場。幾年中，多次受到江澤民等中共和國家領導人的接見。 

### 晚年
調任中央民族樂團藝術指導。近年來在國內多種報刊上，發表過有關演唱藝術及聲樂技藝的論述文章。 
2000年7月畢業中央黨校導師制研究生班。

## 家庭
第一任丈夫是音乐家金铁霖。第二任丈夫肖卓能是中华人民共和国开国大将肖劲光的儿子，李谷一和他育有一个女儿肖一。肖卓能于2020年5月29日去世。

## 作品
她唱過近百首歌曲，尤以《我和我的祖国》、《鄉戀》、《妹妹找哥淚花流》、《知音》、《難忘今宵》等最具傳唱性。 
其他知名歌曲還有《邊疆泉水清又純》、《潔白羽毛寄深情》、《心中的玫瑰》、《迎賓曲》、《絨花》等。

## 演出
李穀一十幾次出訪美國、法國、荷蘭、日本、新西蘭、澳大利亞及香港、澳門演出，深受歡迎和好評。1985年在法國巴黎和荷蘭阿姆斯特丹、鹿特丹等地舉辦了獨唱音樂會，獲得極大成功，是中國大陸第一位歌唱家在這些國家舉辦的獨唱音樂會。 

## 评委工作
曾多次擔任日本、德國、南斯拉夫、哈薩克斯坦、香港等國家和地區的流行樂壇的大賽和國內中央電視臺、文化部等政府以及民間舉辦的各類音樂比賽的評選工作。

## 社会兼职
沈陽音樂學院客座教授，湖南師範大學藝術系客座教授，湖南省女子大學名譽校長，中國音樂家協會副主席，中國輕音樂學會副主席，中國社會經濟文化交流協會副會長，中国电视艺术家协会會員，中國婦女基金會理事，中國和平統一促進會理事，中國人民政治協商會議第六屆、第七屆、第八屆、第九屆全國委員。

## 奖项和荣誉
1988年，被具有權威性的美國傳記協會列入《世界傑出人物人名錄》。 
1996年，獲美国传记研究所頒發的“世界藝術家成就獎”的金獎。 
1999年，獲CCTV-MTV（中國中央電視臺與美國音樂電視網（MTV）頒發的“終身成就獎”。 